# Anni Friesinger
Anna Christina (Anni) Friesinger-Postma (Bad Reichenhall, 11 januari 1977) is een voormalig Duits langebaanschaatsster.

## Carrière
Tussen 1994 en 2007 nam ze negen maal deel aan het WK Allround. In 1998 stond ze voor het eerst op het erepodium, ze eindigde als derde. Ze werd in 2001, 2002 en 2005 wereldkampioene. Het WK van 2005 won ze met vier afstandzeges, daarmee was ze de zevende vrouw die deze prestatie wist neer te zetten. In 2007 stond ze voor de vijfde keer op het erepodium, deze keer tweede. Ze veroverde op de WK Allroundtoernooien 19 afstandmedailles, 9× goud, 5× zilver, 5× brons.
In de periode van 2000 tot 2005 werd Friesinger vijfmaal Europees kampioene allround. Alleen in 2001 won ze de titel niet door een val op de 1500 meter. In 2003 verhuisde Barbara de Loor op haar verzoek naar Inzell om daar te gaan trainen

### 2005/2006
In januari 2006 raakte Friesinger gewond aan haar enkel doordat ze tijdens een training met haar schaats haar enkel raakte. Ze kon daardoor niet deelnemen aan de EK Allround. Ze herstelde echter voorspoedig en zou op de Olympische Spelen in Turijn in actie komen op vijf afstanden. Op de 3000 meter werd zij teleurstellend vierde, maar dat maakte zij ruimschoots goed met goud op de ploegenachtervolging. Op de 1000 meter werd zij derde, achter Marianne Timmer en Cindy Klassen. Op de 1500 meter werd zij vierde.

### 2006/2007
Ze wordt vanaf het seizoen 2006/2007 getraind door de Nederlander Gianni Romme, die een trainingscollectief is gestart waar verder onder meer de schaatser Risto Rosendahl aan meedoet.
Friesinger had zich geplaatst voor het EK Allround in Collalbo, maar daarvoor bedankte ze. Ze wilde zich helemaal richten op het WK Sprint een week later in Hamar. Bij het WK Sprint veroverde ze de titel mede door de winst op beide 1000 meters. Door het goud in het Vikingskipet schaarde Friesinger zich in het illustere rijtje van schaatssters die goud won op de Olympische Winterspelen, WK Allround en WK Sprint. Alleen Karin Enke en Natalja Petroeseva presteerden het eerder om deze trilogie te voltooien.
Tijdens een testritje in Salt Lake City verbeterde ze haar persoonlijke record op de 500 meter. Op de laatste dag van het WK Afstanden deed ze alleen mee aan de 1000 meter, omdat ze door gebrek aan fitheid in de weken daarvoor zich alleen op die afstand wilde toeleggen.

### 2007/2008
Tijdens het WK Afstanden won ze op zowel de 1000m als de 1500m goud en werd ze op het WK Sprint tweede. Voor het seizoen 2008/2009 kon ze pas op 21 december 2008 haar rentree maken, vanwege een knieblessure waaraan ze in juli is geopereerd.

### 2010-2011
Tijdens haar laatste Olympische Winterspelen behaalde ze op het onderdeel ploegenachtervolging goud. Dit ondanks een val van Friesinger op het laatste rechte eind van de halve finale, hoewel ze viel, draaide ze haar lichaam zodat haar schaatsen eerder over de streep kwamen. Met slechts 0,06 seconden voorsprong op het team van de Verenigde Staten bereikte Duitsland de finale. Met een nog kleiner verschil (0,02 seconden) versloegen Anschütz, Beckert en Mattscherodt het team van Japan in de finale.
Dat was haar laatste succes, want op 14 juli 2010 werd bekend dat Friesinger stopte met schaatsen. Ze had graag afscheid willen nemen op haar thuisbaan Inzell tijdens de WK Afstanden 2011, maar aanhoudende knieproblemen gooiden roet in het eten. Hierna werd ze onder meer commentator/analiticus bij de NOS tijdens de langebaanschaatswedstrijden. Daarnaast startte ze in 2015 haar eigen kledingzaak in Sneek nadat ze al met verkoop van kinderkleding in Salzburg was begonnen.

## Privéleven
Friesinger is de dochter van een Duitse vader (overleden in 1996) en een Poolse moeder. Haar moeder (Jana Korowicka) was zelf ook schaatsster en heeft onder andere meegedaan aan de Olympische Winterspelen van 1976 in Innsbruck. Friesinger heeft een broer (Jan) en een zus (Agnes) die ook schaatsten.
Friesinger is sinds 11 augustus 2009 getrouwd met de Nederlandse oud-schaatser Ids Postma. Ze hebben twee dochters.
Friesingers conflicten met Claudia Pechstein, waaronder die tijdens de Olympische Winterspelen van 2002 in Salt Lake City, worden tot irritatie van hen beiden nog regelmatig belicht in de internationale media.

## Persoonlijke records
| Afstand    | Tijd    | Datum            | Baan           |
| ---------- | ------- | ---------------- | -------------- |
| 500 meter  | 37,77   | 24 februari 2007 | Calgary        |
| 1000 meter | 1.13,49 | 18 november 2007 | Calgary        |
| 1500 meter | 1.53,09 | 17 november 2007 | Calgary        |
| 3000 meter | 3.58,52 | 12 november 2005 | Calgary        |
| 5000 meter | 6.58,39 | 23 februari 2002 | Salt Lake City |

### Adelskalender
Friesinger heeft één periode aan de top van de Adelskalender gestaan. Van 9 maart tot 21 december 2001 (287 dagen) had Friesinger de beste persoonlijke records.
Hieronder staan de persoonlijke records (PR's) waarmee Friesinger aan de top van de Adelskalender kwam en de PR's die zij had staan toen zij van de eerste plek verdreven werd. Tevens zijn de gegevens weergegeven van de schaatssters die voor en na haar aan de top van de lijst stonden.
| Datum      | 500 m | 1500 m  | 3000 m  | 5000 m  | Punten  | Voorganger / Opvolger |
| ---------- | ----- | ------- | ------- | ------- | ------- | --------------------- |
| 04-03-2001 | 39,88 | 1.54,83 | 3.59,26 | 6.59,61 | 159,993 | Claudia Pechstein     |
| 09-03-2001 | 38,86 | 1.54,38 | 4.01,98 | 7.03,34 | 159,650 |                       |
| 08-12-2001 | 38,60 | 1.54,38 | 4.01,98 | 7.03,34 | 159,390 |                       |
| 21-12-2001 | 38,51 | 1.55,08 | 4.02,41 | 6.59,24 | 159,195 | Cindy Klassen         |

## Resultaten
| Jaar | EK Allround        | Olympische Spelen                           | WK Afstanden                                     | WK Allround           | WK Sprint          | WK Junioren           | Wereld Beker                          |
| ---- | ------------------ | ------------------------------------------- | ------------------------------------------------ | --------------------- | ------------------ | --------------------- | ------------------------------------- |
| 1993 |                    |                                             |                                                  |                       |                    | 8e (11e, 5e, 10e, 7e) |                                       |
| 1994 |                    |                                             |                                                  | 5e · (18e, 5e, , )    |                    | · (4e, , 4e, )        | 26e 1500m 6e 3k/5k                    |
| 1995 |                    |                                             |                                                  |                       |                    | · (10e, , )           | 16e 1500m 23 3k/5k                    |
| 1996 |                    |                                             | 9e 1500m 4e 3000m                                |                       |                    | · (6e, , )            | 59e 500m 14e 1500m 15e 3k/5k          |
| 1997 |                    |                                             | 1500m · 3000m                                    | 4e · (13e, 4e, , 4e)  |                    |                       | 9e 1500m 7e 3k/5k                     |
| 1998 | · (5e, , , 4e)     | 5e 1500m · 3000m                            | 1500m · 3000m                                    | · (6e, , 8e, 6e)      |                    |                       | 5e 1500m · 3k/5k                      |
| 1999 |                    |                                             |                                                  |                       |                    |                       | 20e 1500m 11e 3k/5k                   |
| 2000 | · (, , 4e, )       |                                             | 1500m · 5e 3000m · 6e 5000m                      | 12e (24e, 6e, 9e, 4e) |                    |                       | 1500m · 3k/5k                         |
| 2001 | NS2 (4e, NS, -, -) |                                             | 5e 1000m · 1500m · 3000m                         | · (, , 6e)            |                    |                       | 33e 500m · 34e 1000m · 1500m · 3k/5k  |
| 2002 | · (, )             | 5e 1000m · 1500m · 4e 3000m · 6e 5000m      |                                                  | · (, )                |                    |                       | 37e 500m · 22e 1000m · 1500m · 3/5 km |
| 2003 | · (, )             |                                             | 1000m · 1500m · 3000m                            |                       |                    |                       | 38e 500m 23e 1000m 4e 1500m 6e 3k/5k  |
| 2004 | · (, )             |                                             | 1000m · 1500m · 3000m                            | NS4 · (, 5e, 4e, NS)  | · (11e, , 14e, )   |                       | 1500m · 3k/5k                         |
| 2005 | · (, )             |                                             | 1000m · 1500m · NF 3000m · 5000m · achtervolging | · (, )                |                    |                       | 25e 1000m · 1500m · 5e 3k/5k          |
| 2006 |                    | 1000m · 4e 1500m · 4e 3000m · achtervolging |                                                  |                       |                    |                       | 40e 500m · 1000m · 1500m · 6e 3k/5k   |
| 2007 |                    |                                             | 1000m                                            | · (, , 9e)            | · (5e, , 5e, )     |                       | 1000m · 1500m                         |
| 2008 |                    |                                             | 1000m · 1500m                                    |                       | · (7e, , 7e, )     |                       | 21e 500m · 1000m · 5e 1500m           |
| 2009 |                    |                                             | 1000 · 1500m · 5e achtervolging                  |                       | 6e · (12e, , 7e, ) |                       | 8e 1000m 9e 1500m                     |
| 2010 |                    | 14e 1000m · 9e 1500m · achtervolging        |                                                  |                       |                    |                       | 21e 1000m 11e 1500m                   |

NF = niet gefinisht
NS# = niet gestart op de # afstand

### Medaillespiegel
| Kampioenschap     | Goud | Zilver | Brons |
| ----------------- | ---- | ------ | ----- |
| EK Allround       | 5    | 1      | 0     |
| Olympische Spelen | 3    | 0      | 2     |
| WK Afstanden      | 12   | 9      | 1     |
| WK Allround       | 3    | 1      | 1     |
| WK Sprint         | 1    | 2      | 0     |
| WK Junioren       | 1    | 2      | 0     |

## Wereldrecords
| Nr.  | Afstand                | Tijd    | Datum            | Baan           |
| ---- | ---------------------- | ------- | ---------------- | -------------- |
| jr1. | 3000 meter junioren    | 4.21,12 | 19 maart 1994    | Heerenveen     |
| jr2. | 1500 meter junioren    | 2.03,72 | 1 maart 1996     | Calgary        |
| jr3. | 3000 meter junioren    | 4.17,04 | 2 maart 1996     | Calgary        |
| jr4. | 1000 meter junioren    | 1.20,61 | 9 maart 1996     | Calgary        |
| jr5. | minivierkamp junioren  | 166,476 | 10 maart 1996    | Calgary        |
| 1.   | 1500 meter             | 1.56,95 | 29 maart 1998    | Calgary        |
| 2.   | 1500 meter             | 1.54,38 | 4 maart 2001     | Calgary        |
| 3.   | 1500 meter             | 1.54,02 | 20 februari 2002 | Salt Lake City |
| 4.   | 1500 meter             | 1.53,22 | 6 november 2005  | Calgary        |
| 5.   | Ploegenachtervolging * | 2.56,04 | 13 november 2005 | Calgary        |

- * samen met Daniela Anschütz & Claudia Pechstein

#### Wereldrecords laaglandbaan (officieus)
| Nr. | Afstand        | Tijd    | Datum              | Baan       |
| --- | -------------- | ------- | ------------------ | ---------- |
| 1.  | 1500m          | 1.56,73 | 26 november 2000   | Heerenveen |
| 2.  | 1000m          | 1.16,17 | 19 januari 2002    | Hamar      |
| 3.  | 1500m          | 1.56,43 | 15 maart 2002      | Heerenveen |
| 4.  | 1500m          | 1.54,66 | 4 december 2002    | Heerenveen |
| 5.  | 1000m          | 1.15,17 | 30 oktober 2005    | Berlijn    |
| 6.  | 1000m          | 1.15,12 | 20 januari 2007    | Hamar      |
| 7.  | sprintvierkamp | 151,935 | 20/21 januari 2007 | Hamar      |
| 8.  | 1000m          | 1.14,81 | 27 januari 2008    | Hamar      |